# Нагаё Сэнсай
Нагаё Сэнсай (яп. 長与 専斎 Nagayo Sensai, 16 октября 1838, Омура — 8 сентября 1902, Токио) был врачом, педагогом и государственным деятелем в Японии в период Мэйдзи.

## Биография
Нагаё родился в семье традиционных врачей в княжестве Омура, провинция Хидзэн (современная префектура Нагасаки). После учёбы в академии домена Гококан он изучал рангаку под руководством Огата Коана в Осаке, чтобы принять официальную должность в домене и звание самурая.
С созданием Нагасакского военно-морского учебного центра и голландских военных советников в Нагасаки в 1860 году Нагаё помог Мацумото Дзюну и голландскому врачу Йоханнесу Лиждиусу Катаринусу Помпе ван Меердервурту в создании медицинского учебного колледжа, который объединил восточные и западные медицинские практики.
Нагаё продолжал работать с преемником Помпе ван Меердервурта, Антонио Бодуином и Константом Джорджем ван Мансвельдтом до 1868 года. Медицинский колледж и связанная с ним больница теперь являются частью Университета Нагасаки.
После реставрации Мэйдзи в 1871 году Нагаё был выбран сопровождать миссию Ивакуры в её кругосветном путешествии в США и Европу. Особое впечатление на него произвело то, что он увидел во время своего визита в области современной медицины в Германии и Нидерландах . По возвращении в Японию в 1873 году он основал современное японское медицинское учреждение, создав Бюро по медицинским вопросам (предшественник Министерства здравоохранения, труда и социального обеспечения), сначала при Министерстве образования, а затем при Министерстве внутренних дел. Он также принял участие в создании Закона о вакцинации и основал «Токио Игакко», который позже стал медицинским учреждением Токийского императорского университета.
После ухода из медицины в 1891 году Нагаё служил в Гэнроине и стал назначенным членом Палаты пэров в Парламенте Японии. Он был удостоен звания дансяку (барон) в системе пэров кадзоку.
Нагаё также основал больницу для больных туберкулезом в Юигахаме, Камакура, и рекламировал преимущества Камакуры как оздоровительного курорта благодаря чистому морскому воздуху.

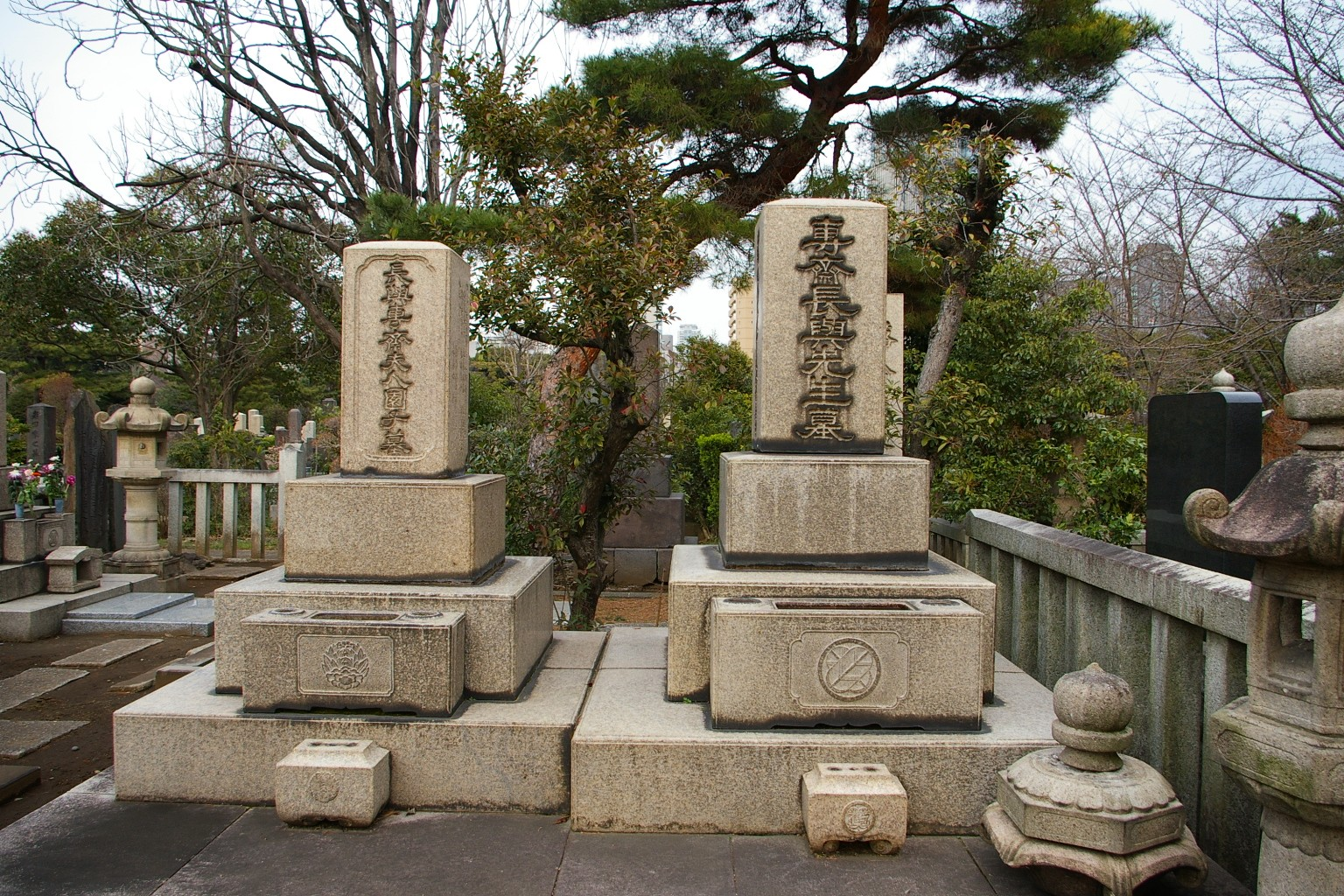
Могила Нагаё Сэнсая

Умер в 1902 году, похоронен на кладбище Аояма в Токио.